# Zweeds handbalteam junioren (vrouwen)
Het Zweeds handbalteam junioren is het nationale onder-19 en onder-20 handbalteam van Zweden. Het team vertegenwoordigt het Svenska Handbollförbundet in internationale handbalwedstrijden voor vrouwen.

## Resultaten

### Wereldkampioenschap handbal onder 20
| Wereldkampioenschap handbal onder 20 | Wereldkampioenschap handbal onder 20                  | Wereldkampioenschap handbal onder 20                  | Wereldkampioenschap handbal onder 20                  | Wereldkampioenschap handbal onder 20                  | Wereldkampioenschap handbal onder 20                  | Wereldkampioenschap handbal onder 20                  | Wereldkampioenschap handbal onder 20                  | Wereldkampioenschap handbal onder 20                  |
| Jaar                                 | Resultaat                                             | Wed                                                   | W                                                     | G                                                     | V                                                     | DV                                                    | DT                                                    | DS                                                    |
| ------------------------------------ | ----------------------------------------------------- | ----------------------------------------------------- | ----------------------------------------------------- | ----------------------------------------------------- | ----------------------------------------------------- | ----------------------------------------------------- | ----------------------------------------------------- | ----------------------------------------------------- |
| 1977                                 | Niet deelgenomen aan kwalificatie/niet gekwalificeerd | Niet deelgenomen aan kwalificatie/niet gekwalificeerd | Niet deelgenomen aan kwalificatie/niet gekwalificeerd | Niet deelgenomen aan kwalificatie/niet gekwalificeerd | Niet deelgenomen aan kwalificatie/niet gekwalificeerd | Niet deelgenomen aan kwalificatie/niet gekwalificeerd | Niet deelgenomen aan kwalificatie/niet gekwalificeerd | Niet deelgenomen aan kwalificatie/niet gekwalificeerd |
| 1979                                 | Niet deelgenomen aan kwalificatie/niet gekwalificeerd | Niet deelgenomen aan kwalificatie/niet gekwalificeerd | Niet deelgenomen aan kwalificatie/niet gekwalificeerd | Niet deelgenomen aan kwalificatie/niet gekwalificeerd | Niet deelgenomen aan kwalificatie/niet gekwalificeerd | Niet deelgenomen aan kwalificatie/niet gekwalificeerd | Niet deelgenomen aan kwalificatie/niet gekwalificeerd | Niet deelgenomen aan kwalificatie/niet gekwalificeerd |
| 1981                                 | Niet deelgenomen aan kwalificatie/niet gekwalificeerd | Niet deelgenomen aan kwalificatie/niet gekwalificeerd | Niet deelgenomen aan kwalificatie/niet gekwalificeerd | Niet deelgenomen aan kwalificatie/niet gekwalificeerd | Niet deelgenomen aan kwalificatie/niet gekwalificeerd | Niet deelgenomen aan kwalificatie/niet gekwalificeerd | Niet deelgenomen aan kwalificatie/niet gekwalificeerd | Niet deelgenomen aan kwalificatie/niet gekwalificeerd |
| 1983                                 | 6de                                                   | 6                                                     | 2                                                     | 0                                                     | 4                                                     | 111                                                   | 134                                                   | -23                                                   |
| 1985                                 | Niet deelgenomen aan kwalificatie/niet gekwalificeerd | Niet deelgenomen aan kwalificatie/niet gekwalificeerd | Niet deelgenomen aan kwalificatie/niet gekwalificeerd | Niet deelgenomen aan kwalificatie/niet gekwalificeerd | Niet deelgenomen aan kwalificatie/niet gekwalificeerd | Niet deelgenomen aan kwalificatie/niet gekwalificeerd | Niet deelgenomen aan kwalificatie/niet gekwalificeerd | Niet deelgenomen aan kwalificatie/niet gekwalificeerd |
| 1987                                 | 10de                                                  | 7                                                     | 2                                                     | 0                                                     | 5                                                     | 135                                                   | 141                                                   | -6                                                    |
| 1989                                 | 5de                                                   | 7                                                     | 5                                                     | 0                                                     | 2                                                     | 167                                                   | 154                                                   | +13                                                   |
| 1991                                 | 4de                                                   | 7                                                     | 4                                                     | 0                                                     | 3                                                     | 143                                                   | 132                                                   | +11                                                   |
| 1993                                 | 9de                                                   | 7                                                     | 4                                                     | 0                                                     | 3                                                     | 145                                                   | 164                                                   | -19                                                   |
| 1995                                 | Niet gekwalificeerd                                   | Niet gekwalificeerd                                   | Niet gekwalificeerd                                   | Niet gekwalificeerd                                   | Niet gekwalificeerd                                   | Niet gekwalificeerd                                   | Niet gekwalificeerd                                   | Niet gekwalificeerd                                   |
| 1997                                 | Niet deelgenomen aan kwalificatie                     | Niet deelgenomen aan kwalificatie                     | Niet deelgenomen aan kwalificatie                     | Niet deelgenomen aan kwalificatie                     | Niet deelgenomen aan kwalificatie                     | Niet deelgenomen aan kwalificatie                     | Niet deelgenomen aan kwalificatie                     | Niet deelgenomen aan kwalificatie                     |
| 1999                                 | Niet deelgenomen aan kwalificatie                     | Niet deelgenomen aan kwalificatie                     | Niet deelgenomen aan kwalificatie                     | Niet deelgenomen aan kwalificatie                     | Niet deelgenomen aan kwalificatie                     | Niet deelgenomen aan kwalificatie                     | Niet deelgenomen aan kwalificatie                     | Niet deelgenomen aan kwalificatie                     |
| 2001                                 | 8ste                                                  | 8                                                     | 4                                                     | 0                                                     | 4                                                     | 166                                                   | 182                                                   | -16                                                   |
| 2003                                 | 6de                                                   | 8                                                     | 4                                                     | 1                                                     | 3                                                     | 216                                                   | 195                                                   | +21                                                   |
| 2005                                 | 18de                                                  | 8                                                     | 2                                                     | 0                                                     | 6                                                     | 200                                                   | 231                                                   | -31                                                   |
| 2008                                 | Niet gekwalificeerd                                   | Niet gekwalificeerd                                   | Niet gekwalificeerd                                   | Niet gekwalificeerd                                   | Niet gekwalificeerd                                   | Niet gekwalificeerd                                   | Niet gekwalificeerd                                   | Niet gekwalificeerd                                   |
| 2010                                 | 8ste                                                  | 9                                                     | 5                                                     | 0                                                     | 4                                                     | 261                                                   | 196                                                   | +65                                                   |
| 2012                                 | 1ste                                                  | 9                                                     | 8                                                     | 1                                                     | 0                                                     | 252                                                   | 204                                                   | +48                                                   |
| 2014                                 | 13de                                                  | 9                                                     | 3                                                     | 1                                                     | 5                                                     | 205                                                   | 209                                                   | -4                                                    |
| 2016                                 | 6de                                                   | 9                                                     | 6                                                     | 0                                                     | 3                                                     | 243                                                   | 207                                                   | +36                                                   |
| Totaal                               | 12/20                                                 | 94                                                    | 49                                                    | 3                                                     | 42                                                    | 2.244                                                 | 2.149                                                 | +95                                                   |

 Kampioenen   Runners-up   Derde plaats   Vierde plaats

### Europese kampioenschappen onder 19
| Europees kampioenschap handbal onder 19 | Europees kampioenschap handbal onder 19 | Europees kampioenschap handbal onder 19 | Europees kampioenschap handbal onder 19 | Europees kampioenschap handbal onder 19 | Europees kampioenschap handbal onder 19 | Europees kampioenschap handbal onder 19 | Europees kampioenschap handbal onder 19 | Europees kampioenschap handbal onder 19 |
| Jaar                                    | Resultaat                               | Wed                                     | W                                       | G                                       | V                                       | DV                                      | DT                                      | DS                                      |
| --------------------------------------- | --------------------------------------- | --------------------------------------- | --------------------------------------- | --------------------------------------- | --------------------------------------- | --------------------------------------- | --------------------------------------- | --------------------------------------- |
| 1996                                    | Niet gekwalificeerd                     | Niet gekwalificeerd                     | Niet gekwalificeerd                     | Niet gekwalificeerd                     | Niet gekwalificeerd                     | Niet gekwalificeerd                     | Niet gekwalificeerd                     | Niet gekwalificeerd                     |
| 1998                                    | Niet gekwalificeerd                     | Niet gekwalificeerd                     | Niet gekwalificeerd                     | Niet gekwalificeerd                     | Niet gekwalificeerd                     | Niet gekwalificeerd                     | Niet gekwalificeerd                     | Niet gekwalificeerd                     |
| 2000                                    | 4de                                     | 7                                       | 4                                       | 0                                       | 3                                       | 151                                     | 146                                     | +5                                      |
| 2002                                    | 6de                                     | 6                                       | 3                                       | 0                                       | 3                                       | 131                                     | 123                                     | +8                                      |
| 2004                                    | 11de                                    | 7                                       | 3                                       | 0                                       | 4                                       | 170                                     | 183                                     | -13                                     |
| 2007                                    | 4de                                     | 7                                       | 4                                       | 0                                       | 3                                       | 202                                     | 194                                     | +8                                      |
| 2009                                    | 7de                                     | 7                                       | 4                                       | 0                                       | 3                                       | 206                                     | 192                                     | +14                                     |
| 2011                                    | 5de                                     | 7                                       | 5                                       | 0                                       | 2                                       | 197                                     | 169                                     | -28                                     |
| 2013                                    | 8ste                                    | 7                                       | 2                                       | 0                                       | 5                                       | 161                                     | 169                                     | -8                                      |
| 2015                                    | 3de                                     |                                         |                                         |                                         |                                         |                                         |                                         |                                         |
| 2017                                    | 10de                                    |                                         |                                         |                                         |                                         |                                         |                                         |                                         |
| 2019                                    | 13de                                    |                                         |                                         |                                         |                                         |                                         |                                         |                                         |
| 2021                                    | 4de                                     |                                         |                                         |                                         |                                         |                                         |                                         |                                         |
| Totaal                                  | 11/13                                   |                                         |                                         |                                         |                                         |                                         |                                         |                                         |

 Kampioenen   Runners-up   Derde plaats   Vierde plaats